# Akram Safa
Akram Safa (en arabe : أكرم صفاء), né à Beyrouth en 1958, est un homme d’affaires libanais. Il est fondateur avec son frère Iskandar de Privinvest, un groupe international de construction navale basé principalement en Europe.
Il est également engagé dans le cinéma en tant que producteur délégué du film Capharnaüm, un film dramatique libanais écrit et réalisé par Nadine Labaki et sorti en octobre 2018.

## Jeunesse
Akram Safa passe sa jeunesse à Jounieh, jusqu’à l’obtention de son baccalauréat, après lequel il rejoint à la fin des années 1970 les États-Unis et intègre l’Université de l’Ohio (OSU) pour une licence[Quoi ?] en ingénierie civile. Il rejoint ensuite le MIT (Massachusetts Institute of Technology) et obtient son Master en génie civil. 

## Carrière
De 1978 à 1983, il dirige l’extension de la construction de l’aéroport de Dahran (Arabie Saoudite).
En 1983, il  dirige les projets de réhabilitation des routes au Liban (236 km) de l’entreprise de construction et de développement ALMABANI.
Depuis 1995 il est cofondateur et PDG de PIDev Holding, qui investit en Europe et au Moyen-Orient dans des projets d’innovation dans les domaines des télécoms, des nouvelles technologies, des énergies renouvelables, des médias et de l’immobilier.

## Production cinématographique
Akram Safa s’est lancé dans la production cinématographique en tant que producteur délégué de Capharnaüm, un film dramatique libanais écrit et réalisé par Nadine Labaki et sorti en 2018. Le film est en sélection officielle au Festival de Cannes 2018. Trois fois primé, il reçoit le Prix du Jury, le Prix du jury œcuménique et le Prix de la citoyenneté. Le film est nommé aux Golden Globe Awards (décembre 2018), aux BAFTA Awards (février 2019), aux Césars (février 2019) ainsi qu'aux Oscars dans la catégorie "Meilleur film en langue étrangère" (février 2019). 

## Autres activités
Il est également présent en tant qu’actionnaire dans l’entreprise française de biotechnologies, cotée en Bourse, AB Science (AB.PA). Il est par ailleurs actionnaire ainsi que l’entreprise canadienne de biotechnologie Neptune Wellness Solutions (NEPT) cotée au NASDAQ-US.

## Divers
Akram Safa est Président du Club sportif des Frères Maristes-Champville, connu notamment pour ses performances dans des sports comme le basket (4 joueurs évoluent dans l’équipe nationale du Liban), l’athlétisme, le tennis, les arts martiaux.